# John Ponsonby (General)

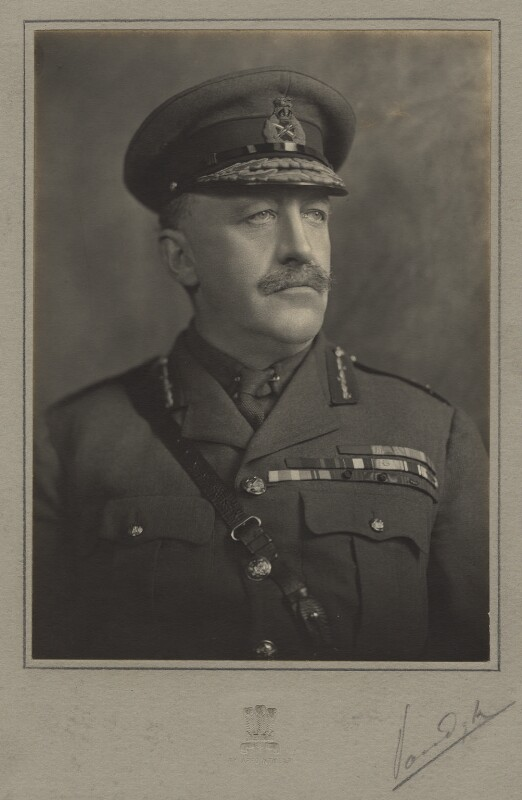
John Ponsonby (1921)

Sir John Ponsonby KCB, CMG, DSO (* 25. März 1866; † 26. März 1952) war ein britischer General und Divisionskommandeur im Ersten Weltkrieg.

## Herkunft
John Ponsonby stammte aus einer Familie mit langer militärischer Tradition. Sein Vater war General Sir Henry Frederick Ponsonby (1825–1895), von 1870 bis kurz vor seinem Tod Privatsekretär von Queen Victoria, und sein Großvater Major-General Sir Frederick Cavendish Ponsonby (1783–1837), der im Krieg auf der iberischen Halbinsel unter Arthur Wellesley, 1. Duke of Wellington gekämpft hatte. Zur Familie Ponsonby gehörten auch die Earls of Bessborough, die durch Heirat mit den Dukes of Devonshire verwandt waren und der bei Waterloo gefallene Major General Sir William Ponsonby (1772–1815). Sir Johns Großmutter mütterlicherseits, Lady Elizabeth Grey, war eine Tochter von Charles Grey, 2. Earl Grey, der von 1830 bis 1834 Premierminister war.

## Militärische Karriere
John Ponsonby erhielt seine Ausbildung am Eton College und trat 1886 als Lieutenant der Sherwood Foresters (Derbyshire Regiment) in die British Army ein. Er wechselte 1887 Royal Irish Rifles und 1888 zu den Coldstream Guards, mit denen er im Ersten Matabelekrieg (1893–1894) in Südafrika kämpfte. Er wurde zur Rhodesian Field Force abgestellt, kommandierte während des Aufstands in Uganda (1898–1899) sudanesische Truppen, war innerhalb der Rhodesian Field Force zeitweise Kommandeur des 5th New Zealand Regiment. Nachdem er 1899 wegen einer Malaria-Erkrankung nach Großbritannien zurückgegehrt war, reiste er mit der 2nd Guards Mounted Infantry, die Kipling in seinem Gedicht "M.I." verewigt hat, erneut nach Südafrika und nahm bis 1902 am Zweiten Burenkrieg teil. Er wurde 1901 zum Captain befördert, im Kriegsbericht erwähnt und als Companion des Distinguished Service Order (DSO) ausgezeichnet. 1904 wurde er zum Major und 1913 zum Lieutenant-Colonel der Coldstream Guards befördert.
Im Ersten Weltkrieg wurde er an der Westfront eingesetzt, er wurde siebenmal lobend im Kriegsbericht erwähnt und gleichoft verwundet. Im März 1915 wurde er als Companion des Order of St. Michael and St. George (CMG) ausgezeichnet. Von August 1915 bis August 1917 führte er im temporären Rang eines Brigadier-General innerhalb der Guards Division die 2nd Guards Brigade. Am 24. August 1917 wurde er Kommandeur der 1915 aufgestellten 40. Division, die er im November 1917 in der Schlacht von Cambrai und im März 1918 während der deutschen Michael-Offensive kommandierte. Im Dezember 1917 wurde er als Companion des Order of the Bath (CB) ausgezeichnet. Am 3. Juli 1918 übernahm er im Rang eines Major-General das Kommando über die 5. Division, welches er bis zum Kriegsende innehatte. Für seine Verdienste im Ersten Weltkrieg erhielt er auch mehrere ausländische Orden und Ehrenzeichen, darunter das französische und das belgische Croix de guerre, wurde Kommandeur des belgischen Leopoldsordens und Offizier der französischen Ehrenlegion.
Nach dem Krieg ging Ponsonby als Befehlshaber im Madras-Distrikt nach Indien. Am 22. Februar 1925 erhielt er das Amt des Colonel des Suffolk Regiment, das er bis 1939 innehatte. 1927 wurde er als Knight Commander des Order of the Bath (KCB) geadelt

## Leben nach dem Militär
Sir John Ponsonby schied 1928 aus dem aktiven Armeedienst aus und zog nach Haile Hall, Cumbria/Cumberland, einem alten Landsitz seiner 1660 nach Irland ausgewanderten Familie, den er zurückgekauft hatte. Er blieb bis 1933 Reserveoffizier. Am 21. Dezember 1935 heiratete er in der Kirche St. Martin-in-the-Fields in London die 34-jährige Mary Robley (* 3. Juli 1901), genannt "Molly".
Ponsonby starb am 26. März 1952, einen Tag nach seinem 86. Geburtstag, und hinterließ keine Nachkommen. Seine Witwe starb am 18. April 2003 im Alter von 101 Jahren.
John Ponsonby war ein enger Freund des südafrikanischen Premierministers Jan Smuts, der häufig zu Gast in Haile Hall war. Ponsonbys Denkmal, ein von Sir Edward Burne-Jones geschaffenes Glasfenster, das den heiligen Georg mit dem Drachen darstellt, befindet sich in der Kirche in Haile-Ponsonby, Cumbria.